# Безнадзорное животное

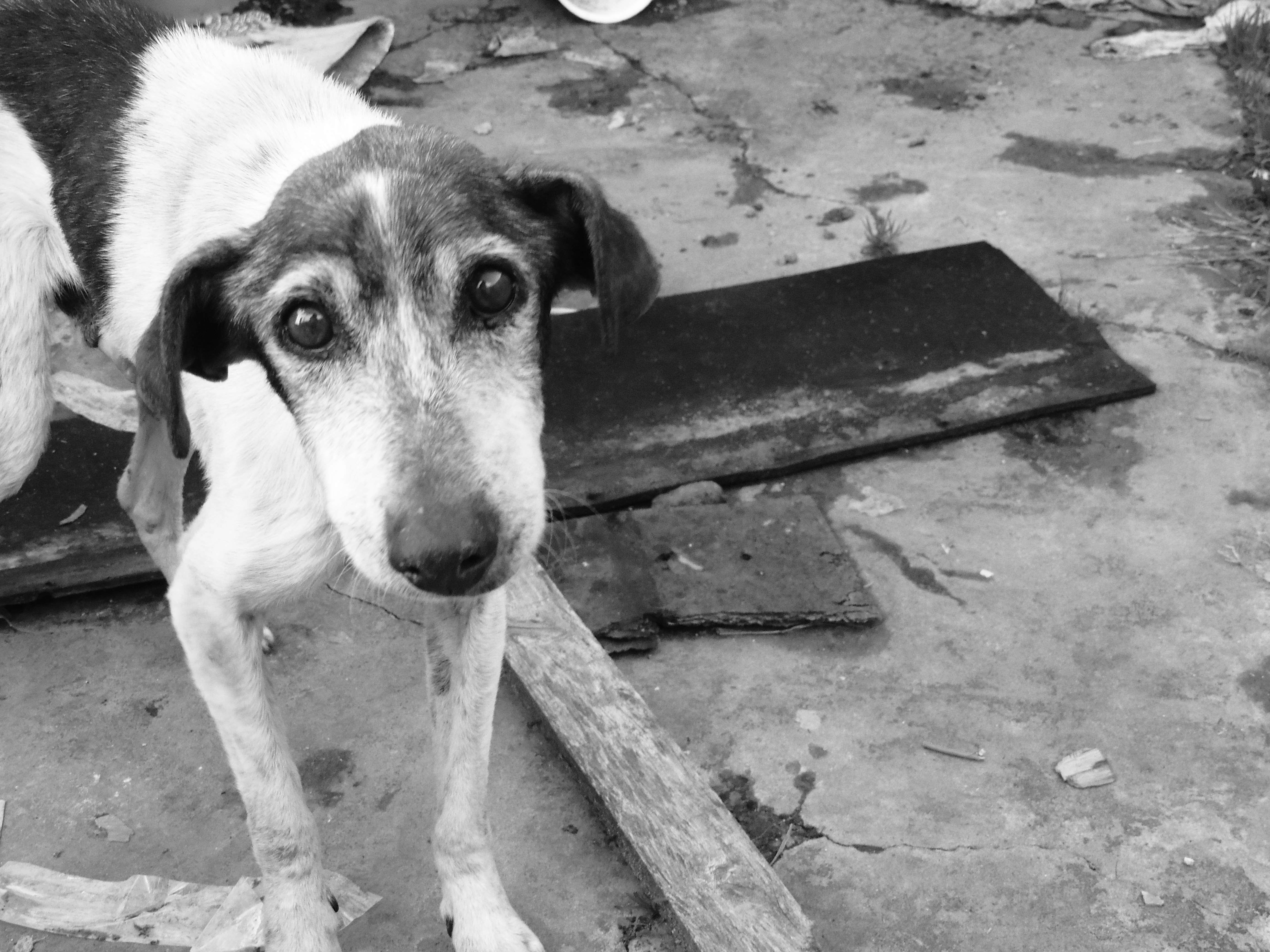
На фотографии изображена бездомная собака.

Безнадзорное животное — в законодательстве, животное, имеющее хозяина, но временно не находящееся под его опекой. Закон рассматривает таких животных близко к находкам.
Юристы предлагают разделять животных безнадзорных (хозяин предположительно есть) и бесхозяйных (владельца нет в принципе). В частности, бродячие собаки в стаях являются бесхозяйными, такими же предлагается считать собак, определение породы которых затруднено, без ошейника и другой возможности идентификации (RFID-метки, клейма).

## ГК РФ
Права собственности на безнадзорных животных регулируются статьями 230, 231 и 232 ГК РФ. В частности:
- у лица, задержавшего безнадзорное животное, возникает обязанность возвращения животного собственнику;
- задержавший может, после заявления в органы власти, сдать животное для содержания и пользования другому лицу или организации;
- если собственник не обнаруживается в течение шести месяцев, содержатель животного приобретает право на него (или может отказаться от такового — животное перейдёт в муниципальную собственность);
- при обнаружении собственника и возврате содержавший имеет право на возмещение сделанных затрат на животное (как и в случае находки, до 20 % стоимости).